# Konfederacja Senegambii
Konfederacja Senegambii (Senegambia) (fr. Confédération de Sénégambie, en. Senegambia Confederation) – luźna konfederacja Senegalu i Gambii ze stolicą w Dakarze. Powstała na mocy porozumienia podpisanego 12 grudnia 1981. Istniała w latach 1982–1989, stanowiła realizację dążeń do zacieśnienia współpracy między obydwoma krajami. Wynikało to przede wszystkim z przyczyn geograficznych: Gambia niemal całkowicie otoczona jest przez terytorium Senegalu (nie licząc linii brzegowej). Senegambia rozpadła się, gdy Gambia sprzeciwiła się większemu zbliżeniu obu państw.

## Ustrój Konfederacji Senegambii
Głową konfederacji był prezydent Senegalu, natomiast prezydent Gambii posiadał tytuł wiceprezydenta Senegambii. Parlament składał się w 1/3 z Gambijczyków a w 2/3 z Senegalczyków, w sumie liczył 60 członków. Prezydent Senegambii mianował rząd (gdzie proporcja narodowości była taka sama jak w parlamencie). Naczelne władze konfederacji odpowiadały przede wszystkim za sprawy zagraniczne, obronę narodową, bezpieczeństwo wewnętrzne, telekomunikację, gospodarkę i sprawy walutowe.